# Angelus Walz
Angelus Walz OP (* 12. April 1893 in Basel als Paul Walz; † 1. April 1978 im Kloster Strahlfeld) war ein Schweizer Ordensgeistlicher und Kirchenhistoriker.

## Leben
Der Sohn von Franz Joseph Walz und Anna Maria Agatha, geborene Fernbach, trat 1912 in das Noviziat der Dominikanerprovinz Teutonia in Venlo ein. Nach der Ordensprofess 1913 und der Priesterweihe 1918 schloss er 1921 das Studium der Paläographie und Archivwissenschaft an der Scuola Vaticana di Paleografia, Diplomatica e Archivistica ab. Er promovierte in Theologie am Collegium Angelicum in Rom. Am Angelicum wirkte er mehrere Jahrzehnte als Professor für Kirchengeschichte. 1922 wurde er vom Ordensmeister Ludwig Theissling zum Ordensarchivar und Schriftleiter der Analecta S. Ordinis Praedicatorum ernannt. Seit der Errichtung der Provinz des hl. Albertus Magnus in Süddeutschland und Österreich 1939 gehörte er dieser Ordensprovinz an, wobei er weiterhin (bis 1967/1968) am Angelicum in Rom tätig war. Seit 1967/1968 war der Ehrenbürger der Stadt Lauingen an der Donau Spiritual bei den Dominikanerinnen in Strahlfeld. Er hatte zwei Brüder (Joseph Anton und Rudolf, der letztere wurde Priester des Bistums Basel) und eine Schwester, Anna Maria, die in das Kloster der Dominikanerinnen in Ilanz eintrat (Ordensname Josepha Dominika).

## Schriften (Auswahl)
- Andreas Kardinal Frühwirth (1845–1933). Ein Zeit- und Lebensbild. Wien 1950, OCLC 797291447.
- Dominikaner und Dominikanerinnen in Süddeutschland (1225–1966). Freising 1967, OCLC 492811221.
- Dominikanische Leitbilder. Meitingen 1971, ISBN 3-7838-0067-6.
- Der Aquiner in seiner Umwelt. Persönlichkeit und Leistung des hl. Thomas von Aquin. Meitingen 1975, ISBN 3-7838-0115-X.